# 34128 Hannahbrown
34128 Hannahbrown è un asteroide della fascia principale. Scoperto nel 2000, presenta un'orbita caratterizzata da un semiasse maggiore pari a 3,0001268 au e da un'eccentricità di 0,0962654, inclinata di 9,32292° rispetto all'eclittica.